# Hylarana longipes
Hylarana longipes är en groddjursart som först beskrevs av Perret 1960.  Hylarana longipes ingår i släktet Hylarana och familjen egentliga grodor. IUCN kategoriserar arten globalt som sårbar. Inga underarter finns listade i Catalogue of Life.